# Malasin
Malasin is een bestuurslaag in het regentschap Simeulue van de provincie Atjeh, Indonesië. Malasin telt 952 inwoners (volkstelling 2010).